# Zona rossa sempre
Zona rossa sempre è una miniserie televisiva documentaristica italiana del 2020 ideata da Giorgio John Squarcia e prodotta da Inside Man Films.
La serie documenta la quotidianità di sei cappellani operanti in altrettante carceri italiane, offrendo uno sguardo ravvicinato sulla vita all'interno degli istituti penitenziari.

## Trama
Ambientato nell'anno 2020, segnato dalla Pandemia di COVID-19, il documentario esplora in modo parallelo l'isolamento vissuto dalla popolazione e la condizione analoga permanente dei detenuti e del personale carcerario. 
Zona rossa sempre segue, nell'arco di una giornata, le attività dei cappellani, documentando il duplice ruolo di questi operatori: da un lato, quello “materiale” di mediatori e assistenti ai detenuti, dall'altro, quello “spirituale” di figure umane capaci di condividerne la sofferenza e infondere in loro speranza.
La narrazione inizia all'alba, con il rituale quotidiano del caffè che segna l'inizio della giornata, e segue il percorso dei protagonisti mentre si confrontano con le cosiddette “domandine” (le richieste di colloquio dei detenuti), coordinano le attività con volontari e interagiscono con l'intero comparto carcerario. 
A essere messe in luce sono le storie di pentimento e resilienza che quotidianamente si intrecciano all'interno delle mura carcerarie.

## Protagonisti
I protagonisti scelti per rappresentare la diversità geografica e culturale del sistema carcerario, sono:
- Don Dario Crotti – Casa Circondariale di Pavia[3]
- Don Vincenzo Russo – Casa Circondariale Mario Gozzini di Firenze
- Don Giovanni Russo – Casa Circondariale di Secondigliano di Napoli
- Fra' Carmelo Tonino Saia – Carcere dell'Ucciardone di Palermo
- Don Gaetano Galia – Casa Circondariale di Sassari
- Suor Franca Busnelli – Casa di Reclusione Femminile della Giudecca di Venezia

## Produzione
La docu-serie è stata realizzata con la collaborazione dell'Ispettorato Generale dei Cappellani delle Carceri Italiane, rappresentato da Don Raffaele Grimaldi. 
Nel documentario è stato utilizzato uno stile cinematografico di osservazione. La narrazione è scandita da cartelli indicanti ora e luogo, senza ricorrere a una voce narrante.